# 成山哲郎
成山 哲郎（なりやま てつろう、1947年（昭和22年）11月21日 - ）は、山形県山形市出身の合気道家。
1966年（昭和41年）に国士舘大学に入学し富木謙治と出会い、富木謙治、小林裕和のもとで合気道の研鑽を重ねる。
2012年に方向性の違いから(NPO)日本合気道協会を脱退した。
現在、国士舘大学体育学部武道学科、大阪府警察学校講師、道場昭道館師範。